# Perunika (gmina Kuršumlija)
Pevaštica (cyr. Паваштица) – wieś w Serbii, w okręgu toplickim, w gminie Kuršumlija. W 2011 roku liczyła 21 mieszkańców.